# Otto Carl Erdmann von Kospoth
Otto Carl Erdmann Freiherr (seit 1790 Graf) von Kospoth (* 25. November 1753 in Mühltroff; † 23. Juni 1817 ebenda) war ein preußischer Kammerherr und Komponist und Herr auf Burg Mühltroff.

## Leben
Er war das älteste von fünf überlebenden Kindern des Freiherren Carl Erdmann von Kospoth († 6. August 1779) und der Ottonia Eleonora, geb. Freiin von Bodenhausen (drei starben bereits im Kindesalter). Otto Carl Erdmann von Kospoth „…zählte unter seinen Taufzeugen den Hochgeborenen Herrn Heinrich XII., Grafen Reuß zu Schleiz.“
Otto Carl Erdmann von Kospoth besuchte die Ritterakademie in Liegnitz und absolvierte ein Studium in Leipzig. Angestellt bei der sächsischen Leibgarde „Garde du Corps“ avanciert er zum Offizier und lernt zu dieser Zeit in Pirna seine spätere Frau Christiane Wilhelmina von Schönberg, Tochter des Hauptmanns Heinrich Wilhelm von Schönberg kennen, die er 1776 heiratete.
Es folgte eine kinderlose Ehe, welche später wohl wegen „ehelicher Zerwürfnisse“ getrennt wurde.
Tatsächlich wurde er in das hohe Hofamt eines königlich-preußischen Kammerherrn in Berlin berufen und hat vor Friedrich II. in Konzerten als Violin- und Cellospieler mitgewirkt. Seine musikalischen Fähigkeiten ließen ihn schnell zum „Maitre des plaisirs“ am Hof werden, zum Freund des musikbegeisterten Kronprinzenpaares.
In den folgenden Jahren etablierte er sich als Komponist zahlreicher Opern am Hof. Bereits jetzt interessiert er sich sehr für allerlei Wissenschaften, aber auch für Okkultismus, Theosophie, Mystizismus, Alchemie und Kabbalistik. Dies war insbesondere im Berlin dieser Zeit und ganz besonders am Hofe sehr beliebt und verbreitet.
Als er sich 1783 mit Kammerdiener auf eine lange Reise in den Süden begibt, führt er zahlreiche eigene Kompositionen mit sich und gewinnt überall Zugang zum musikfrohen Adel. Seinen Umgang beschränkte er fast nur auf Musiker, Sänger und Komponisten. Am 23. Juli erreichte er Venedig, das Ziel seiner Reise.
Dort arbeitete er viel und manchen Abend konnte er nichts weiter in sein Tagebuch schreiben, als: „Ich habe den ganzen Tag so fleißig componiert, daß ich gar nicht ausgegangen bin, sondern nachts bis zwölf Uhr geschrieben habe“……„ ich bin wieder den ganzen Tag nicht aus der Stube gekommen, sondern habe fleißig an meiner Opera gearbeitet.“ Er kam auf den Gedanken das Hornblasen zu erlernen, und das Tagebuch gibt Zeugnis von seinem Fleiß: „ich brachte den ganzen Tag ruhig zu und exercierte mich stark auf dem englischen Horne“…
Im Jahre 1787 findet in Berlin seine feierliche Aufschwörung in den Johanniterorden statt, welchem er von nun an angehört, und am 2. Oktober 1790 wird er sogar in den Reichsgrafenstand im Chursächsischen Reichsvikariat erhoben.

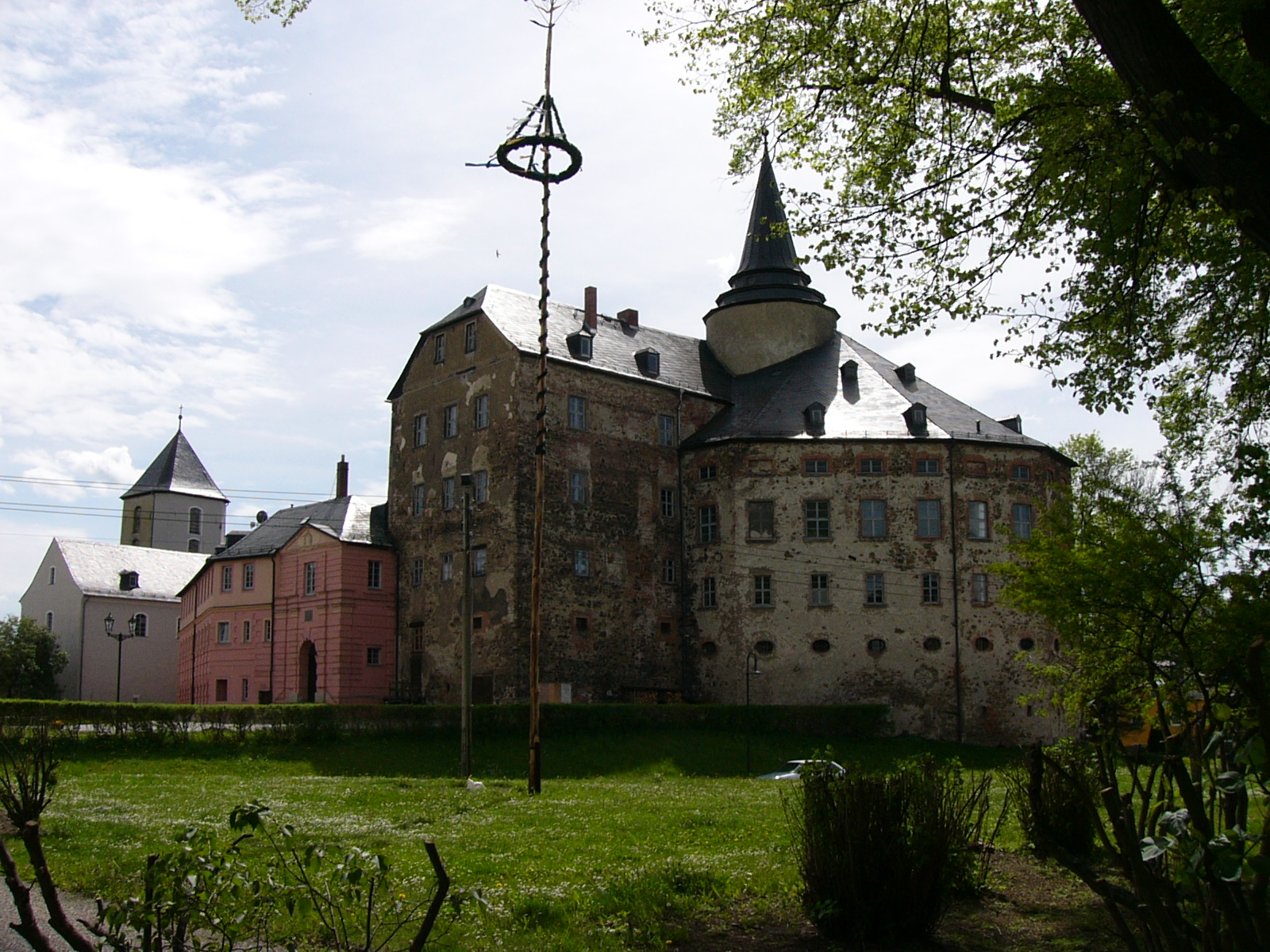
Burg Mühltroff im Vogtland

Den schönen Künsten zugewandt lässt er später um 1790 in der Nähe des Ortes Mühltroff, am Lämmerhügel, ein Lustschloss im italienischen Baustil errichten. „Es bestand aus einem großen Sommerpavillon mit 13 Zimmern, vier kleinen Pavillons mit je einem Zimmer und einem leichten Wohnhause von zwei Etagen. Die ganze anmutige Gegend hatte der Graf zu einer Art von englischem, mit allerlei Hölzern bewachsenen Garten verwandeln lassen, in welchem sich ein Teich mit einer Insel befand, die man auf Gondeln erreichte und er hegte die Idee, diese Gegend noch mit vielen anderen Gebäuden zu verschönern.“ Bereits 1817 wurde der verfallene große Sommerpavillon vollends abgetragen.
Graf Otto Carl Erdmann von Kospoth zeigt großes Interesse an den Naturwissenschaften und lässt wenig erfolgreich nach Silber, Alaun, Vitriol und Steinkohle graben, um seine Einkünfte zu erhöhen. „Wer bauen will braucht Geld. Das hatte der Graf gar nicht bedacht, daß Bauen so mörderisch viel kostet. Die Unternehmungen des Grafen verschlangen Berge von Gold…“
Er vermählte sich am 4. Februar 1790 erneut, diesmal mit Luise Marie Wilhelmine Sichart-von-Sichartshoff.
Bekannt ist, dass er in einer der alten Schlossküchen mit seinen Freunden zweifelhafte alchemistische Experimente zur Gewinnung von Edelmetallen unternimmt. Diese führen zur Beschuldigung der Geisterbeschwörung, Schatzgräberei und anderer Gaukeleien, aufrührerischer Reden in Gegenwart vieler Personen und des Verdachts der Fertigung und Verbreitung falscher Münze.
1794 ging der Graf mit den begüterten Einwohnern von Langenbach, Langenbuch, Thierbach und Ranspach einen Vergleich ein. Als Gegenwert erhielt er eine Geldsumme von 3620 Thalern, ebenso ein Kapital von 30.000 Thalern, welches als Hypothek der Besitzer eingetragen wurde.
„Durch seine Schatzgräberei und Geisterseherrei, durch seinen Umgang mit allerhand sittlich anrüchigen Persönlichkeiten, die mit Gefängnissen und Zuchthäusern langjährige, vertraute Bekanntschaft gemacht hatten, zog sich der Graf eine ganze Reihe von Prozessen zu. Er mußte die Schande erleben, daß seine eigene Ortsgerichtsbarkeit gegen ihn Strafanträge stellte, daß der gesamte Rat, die Handwerkerinnungen und viele angesehene Bürger von Mühltroff vor den Schranken des Gerichts als Zeugen auftraten, das er zu fünfzig Talern Strafe und zur Tragung der Gerichtskosten verurteilt ward und die öffentliche Achtung fast völlig verlor.“
Daraufhin wird im Jahre 1799 das Schloss, nach endlosen Gerichtsprozessen, unter Zwangsherrschaft gestellt. Graf von Kospoth behielt lediglich das Wohnrecht. Seine Gemahlin trennt sich nach ebenfalls kinderloser Ehe ca. 1808 von ihm und verstarb später in Dresden. „Dazu kam daß sich seine Gattin, der die Mißwirtschaft längst ein Greuel war, von ihm trennte und den Verschwender und Schwärmer seinem Schicksal überließ.“ „In völliger Abgeschiedenheit lebte er hier noch ein Jahrzehnt (versunken in) seinen alchimistischen Träumen. Seine Verwandten mußten ihn mit Nahrungsmitteln unterstützen. Durch Abfassung von Gelegenheitsgedichten für Mühltroffer Bürger erwarb er sich noch ein paar Groschen zum Unterhalt. … Von seinen ehemaligen Untertanen nahm er Geldgeschenke an, und als in den beiden Teuerungsjahren 1816 und 1817 an die armen Leute unentgeltlich Kartoffeln abgegeben wurden, da schickte auch der königlich preußische Kammerherr Otto Karl Erdmann Graf von Kospoth hin, um sich seinen Anteil holen zu lassen.“
Am 23. Juni 1817 kommt es zu einem Feuer im angrenzenden Rittergut, das auf das Schloss übergriff. Graf von Kospoth verließ, trotz Aufforderung, sein Zimmer nicht, weil er „den Feuersegen habe und keine Flamme ihm zu nahe kommen, geschweige ihm etwas zu leide tun könnte“. Das Schloss brannte vollständig aus, wobei der Graf in den Flammen umkam.

## Werke (Auswahl)
- Der Freund deutscher Sitten (Uraufgeführt am 25. September 1778, Berlin)
- Adrast und Isidore, oder Die Serenate (Uraufgeführt am 16. Oktober 1779, Berlin)
- Der Irrwisch, oder Endlich fand er sie (Uraufgeführt am 2. Oktober 1780, Berlin)
- Timante ed Emirene, oder Die Macht der Liebe (Aufgeführt 1783 in Venedig)
- Karoline, oder Die Parforcejagd
- Das Fest der Schäfer (Uraufgeführt am 18. Oktober 1787, Berlin)
- Der kluge Jakob (Uraufgeführt am 26. Februar 1788, Berlin)
- Bella und Fernando, oder Die Satyr (Aufgeführt 1790)
- Der Mädchenmarkt zu Ninive (Aufgeführt 1793)
- Il trionfo d'Arianna